# Горки (сельское поселение Чисменское)
Го́рки — деревня в Волоколамском районе Московской области России.
Относится к сельскому поселению Чисменское, до муниципальной реформы 2006 года относилась к Чисменскому сельскому округу. Население — 22 чел. (2010).

## Расположение
Деревня Горки расположена на правом берегу реки Большой Сестры (бассейн Иваньковского водохранилища), примерно в 16 км к востоку от города Волоколамска. Ближайшие населённые пункты — деревни Пристанино, Золево и Никиты.
В Волоколамском районе есть ещё одна деревня с таким же названием, она расположена в 14 км к западу и относится к городскому поселению Волоколамск.

## Исторические сведения
В «Списке населённых мест» 1862 года Горки — казённая деревня 1-го стана Клинского уезда Московской губернии по левую сторону Волоколамского тракта, в 43 верстах от уездного города, при колодцах, с 16 дворами и 129 жителями (56 мужчин, 73 женщины).
По данным на 1890 год входила в состав Калеевской волости Клинского уезда, число душ составляло 168 человек.
В 1913 году — 25 дворов.
В 1917 году Калеевская волость была передана в Волоколамский уезд.
По материалам Всесоюзной переписи населения 1926 года — центр Горковского сельсовета Калеевской волости Волоколамского уезда, проживало 150 жителей (52 мужчины, 98 женщин), насчитывалось 28 хозяйств.
С 1929 года — населённый пункт в составе Волоколамского района Московской области.

## Население
| 1859 | 1890 | 1926 | 2002 | 2006 | 2010 |
| ---- | ---- | ---- | ---- | ---- | ---- |
| 129  | ↗168 | ↘150 | ↘30  | ↘0   | ↗22  |